# Saltasauridae
Saltasauridae („saltasauridi“) je čeleď titanosaurních sauropodních dinosaurů, žijících v období pozdní svrchní křídy (geologický stupeň santon až maastricht, asi před 86 až 66 miliony let).

## Popis
Saltasauridi byli obvykle menší sauropodi s délkou mezi 10 až 15 metry, největší a zároveň poslední žijící druh Alamosaurus sanjuanensis dosahoval délky přes 30 metrů a hmotnosti kolem 70 tun. Stejně jako ostatní sauropodi byli i saltasauridi robustními býložravými čtvernožci, kteří žili ve skupinách. Patří k vývojově nejvyspělejším a zároveň nejmladším zástupcům sauropodních dinosaurů.
Kostra těchto sauropodů byla obvykle výrazně pneumatizovaná, jejich obratle a další kosti byly duté a zabíhaly do nich početné vzdušné vaky, které byly přímou součástí respiračního systému.

## Zástupci
- Čeleď Saltasauridae
  - Nejisté podčeledi (Lirainosaurinae)
    - Ampelosaurus?
    - Atsinganosaurus?
    - Dongyangosaurus?
    - Garrigatitan
    - Jiangshanosaurus
    - Loricosaurus?
    - Lirainosaurus?
    - Petrobrasaurus

- - Podčeleď Opisthocoelicaudiinae
    - Alamosaurus
    - Borealosaurus
    - Opisthocoelicaudia
    - Qunkasaura

- - Podčeleď Saltasaurinae
    - Abditosaurus
    - Bonatitan
    - Microcoelus
    - Neuquensaurus australis
    - Neuquensaurus robustus
    - Rocasaurus
    - Saltasaurus
    - Trigonosaurus
    - Udelartitan?